# ТЕЦ Мариця-3
ТЕЦ Мариця-3 — теплова електростанція на півдні Болгарії у місті Димитровград.
Станція почала свою роботу як теплоелектроцентраль, яка, зокрема, забезпечувала потреби розташованого в Димитровграді заводу азотної хімії. В 1951—1954 роках на її майданчику стали до ладу три котла типу ТП-170 та дві теплофікаційні турбіни радянського виробництва типу ВПТ-25-3 потужністю по 25 МВт.
В 1971 році ввели в експлуатацію енергоблок з конденсаційною турбіною потужністю 120 МВт, обладнання для якого постачили з Польщі — котел ОП-380 продуктивністю 380 тон пари на годину виготовила компанія Rafako (Рацибуж), турбіна ТК-120 надійшла від Zamech (Ельблонг), а генератор TGH-120 постачила компанія Dolmel (Вроцлав).
1989 року додатково встановили три водогрійні котли типу ПКМ-12.
Перші дві турбіни та відповідні котли вивели з експлуатації в 1999 році.
Необхідна для технологічного процесу вода подається із річки Мариця за допомогою двох насосних станцій.
ТЕЦ розрахована на використання місцевого ресурсу лігніту. Водогрійні котли споживають природний газ (надходить до Димитровграду через відгалуження від Південного газопровідного напівкільця).
Для видалення продуктів згоряння використовують димар заввишки 180 метрів.
Видача продукції відбувається по ЛЕП, розрахованій на роботу під напругою 110 кВ.